# 1955 في إيطاليا
فيما يلي قوائم الأحداث التي وقعت خلال عام 1955 في إيطاليا.

## سياسة

### تعيين في المنصب
- 11 مايو – جوفاني غرونكي رئيس إيطاليا.
- 11 مايو – لويجي إيناودي عضو مجلس الشيوخ مدى الحياة.
- 6 يوليو – ألدو مورو وزير العدل.
- 6 يوليو – أنطونيو سينيي رئيس وزراء إيطاليا.

### انتهاء فترة المنصب
- 11 مايو – لويجي إيناودي رئيس إيطاليا.

## مواليد

### يناير
- 10 يناير – فرانكو تانكريدي لاعب كرة قدم إيطالي.
- 19 يناير – ماسيمو بيانكي

### فبراير
- 3 فبراير – ريناتو فيلالتا لاعب كرة سلة إيطالي.
- 5 فبراير – جيوفاني مانتوفاني درّاج طريق إيطالي.

### مارس
- 1 مارس – كلاوديو كورتي دراج إيطالي.
- 9 مارس – أورنيلا موتي ممثلة إيطالية.
- 9 مارس – تيو فابي
- 9 مارس – فرانكو أونسيني متسابق دراجات نارية إيطالي.
- 11 مارس – جوزيبي مارتينيلي دراج إيطالي.
- 13 مارس – برونو كونتي لاعب كرة قدم إيطالي.
- 15 مارس – روبيرتو ماروني سياسي إيطالي.
- 16 مارس – روبن بورياني لاعب كرة قدم إيطالي.

### أبريل
- 1 أبريل – روبيرتو بروتسو لاعب ومدرب كرة قدم إيطالي.
- 8 أبريل – أغوستينو دي بارتولومي لاعب كرة قدم إيطالي.
- 12 أبريل – إرالدو بيتشي لاعب كرة قدم إيطالي.

### مايو
- 2 مايو – دوناتيلا فيرساتشي مصممة إيطالية.
- 3 مايو – جيوفاني باتيستا باشيليت سياسي إيطالي.
- 16 مايو – فابريزيو تاباتون سائق رالي إيطالي.

### يونيو
- 16 يونيو – باتريتسيو سالا لاعب كرة قدم إيطالي.
- 26 يونيو – فابريزيا بونس

### يوليو
- 1 يوليو – أوغوستو دي لوكا مصور إيطالي.
- 3 يوليو – والتر فيلتروني سياسي إيطالي.

### أغسطس
- 8 أغسطس – رينزو فيكتشياتو لاعب كرة سلة إيطالي.
- 16 أغسطس – ماريو بيكسيا درّاج طريق إيطالي.

### سبتمبر
- 22 سبتمبر – ماوريتسيو جيرارديني لاعب كرة سلة إيطالي.
- 25 سبتمبر – زوكيرو مغني إيطالي.

### أكتوبر
- 3 أكتوبر – فرانشيسكو غيدولين لاعب ومدرب كرة قدم إيطالي.

### نوفمبر
- 19 نوفمبر – جلوريا جويدا
- 23 نوفمبر – لودوفيكو اناودي
- 28 نوفمبر – أليساندرو ألتوبيلي لاعب كرة قدم إيطالي.

### ديسمبر
- 4 ديسمبر – ماوريتسيو بيانكي موسيقي إيطالي.

## وفيات

### يناير
- 11 يناير – رودولفو غراتسياني (مواليد 1882)

### فبراير
- 24 فبراير – كليمنتي بيوندتي (مواليد 1898) سائق سيارة سباق إيطالي.

### أبريل
- 1 أبريل – جوسيبي سانتاغوستينو (مواليد 1901) لاعب كرة قدم إيطالي.

### مايو
- 26 مايو – البرتو اسكاري (مواليد 1918)

### أغسطس
- 23 أغسطس – إتوري روسي (مواليد 1894) أكاديمي إيطالي.